# کلیسای جامع نیوپورت
کلیسای جامع نیوپورت (ویلزی: Eglwys Gadeiriol Casnewydd) یک کلیسای جامع در شهر نیوپورت، ولز است.
این کلیسا که در قرن پنجم میلادی بنیان‌گذاری شده دارای یک برج می‌باشد که در قرن پانزدهم ساخته شده است.

## نگارخانه

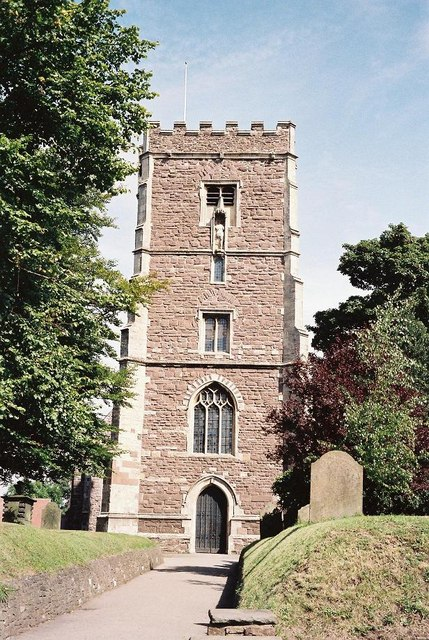
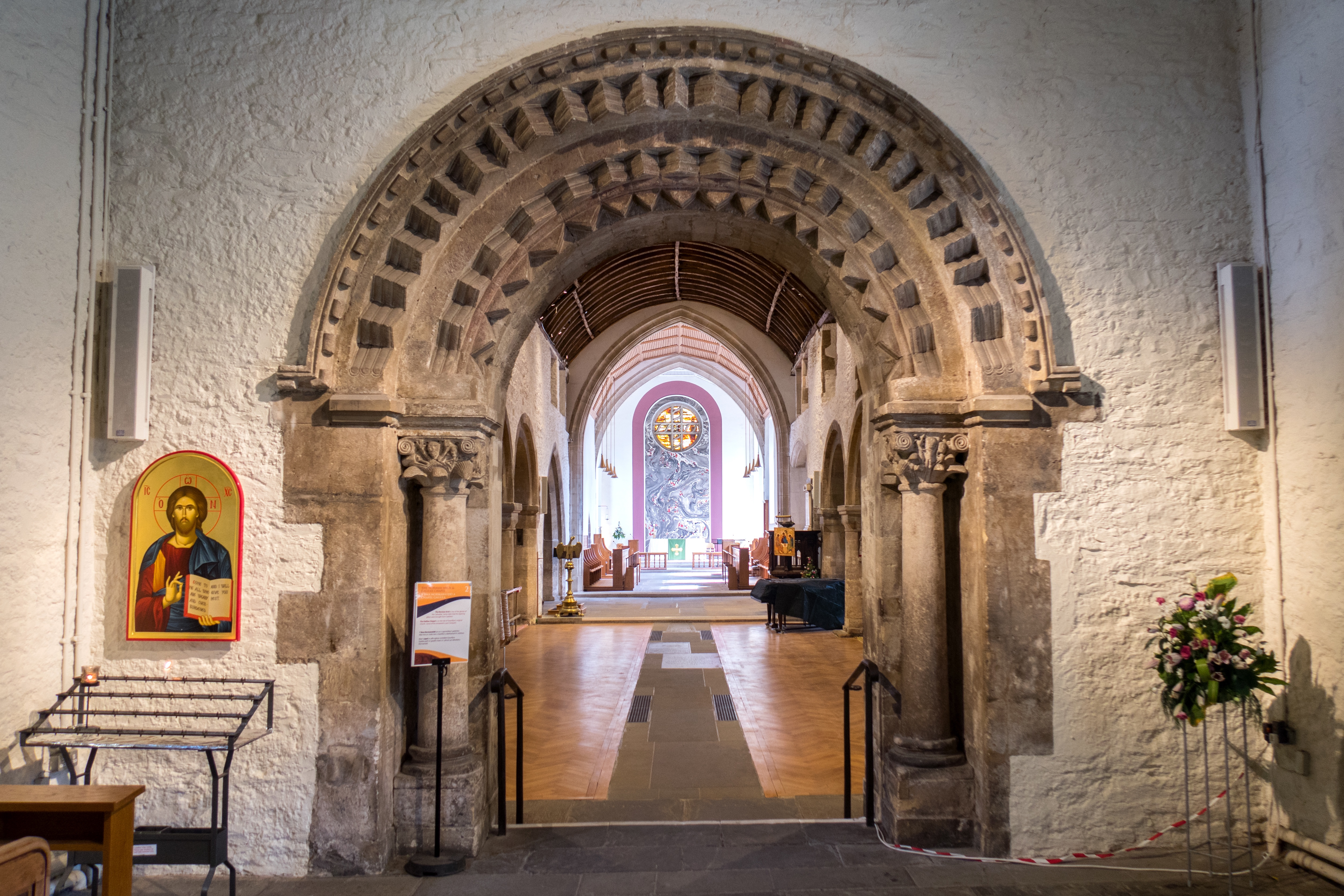
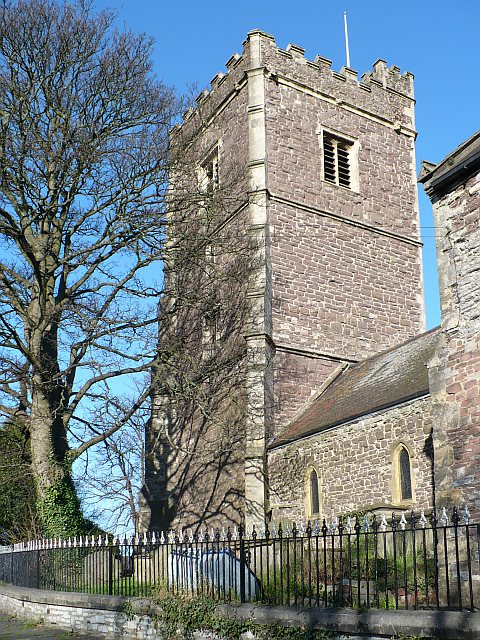
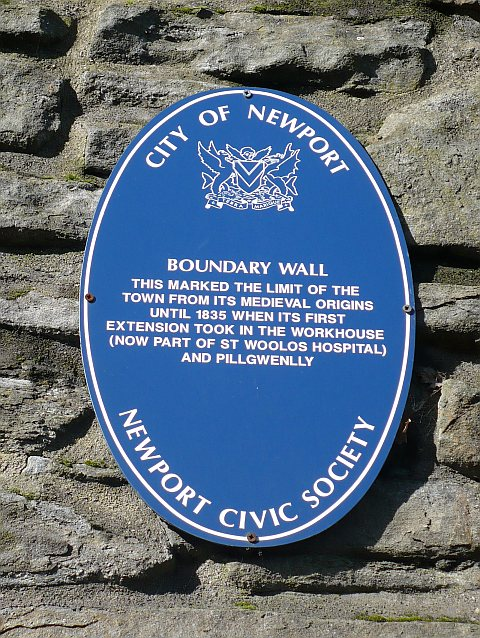